# Намсен
Намсен (на норвежки: Nååmesje) е река в средната част на Норвегия (фюлке Нор-Трьонелаг), вливаща се в Намсфиорд на Норвежко море. Дължина 228 km, площ на водосборния басейн 6298 km².

## Географска характеристика
Река Намсен води началото си на 1128 m н.в. под името Виерма, от средните части на Скандинавските планини, в крайната североизточна част на фюлке Нор-Трьонелаг, в непосредствена близост до границата с Швеция. След около 20 km и голяма денивелация се влива в североизточния ъгъл на езерото Намсватнет (на 453 m н.в.) и изтича от югозападния му ъгъл вече под името Намсен. Оттук до градчето Гронг Намсен тече в дълбока и тясна трогова долина, носеща названието Намдален. След Гронг завива на запад и долината ѝ значително се разширява. Влива се в най-източната част на Намсфиорд на Норвежко море, при град Намсос.
Водосборният басейн на Номсен обхваща площ от 6298 km². Речната ѝ мрежа е едностранно развита с повече, по-дълги и пълноводни леви притоци. На север, запад и юг водосборният басейн на Номсен граничи с водосборните басейни на река Вефсна и други по-малки, вливаща се в Норвежко море, а на югоизток – с водосборните басейни на реките Онгерманелвен и Индалселвен, вливащи се в Балтийско море. Основни притоци: Тромселва, Туншоелва, Грьондалселва, Несоен, Елстаелва, Сандела, Вестероен (леви); Мелингелва, Фрейнингселва, Флогсдалелва, Бьора (десни).
Намсен има предимно снежно-дъждовно подхранване с ясно изразено пълноводие през пролетта и началото на лятото и зимно маловодие. Среден годишен отток в устието 285 m³/s. Замръзва през ноември, а се размразява през април.

## Стопанско значение, селища
Част от водите ѝ се използват за производство на електроенергия (8 ВЕЦ-а – Туншьо и др. с обща мощност 430 Мвт), битово и промишлено водоснабдяване и за риболовен туризъм (улов на сьомга). В горното и средно течение по долината ѝ са разположени предимно малки градчета и села, а в устието – Намсос.